# Il cacciatore di draghi
Il cacciatore di draghi, scritto e pubblicato in inglese nel 1949 e uscito in italiano nel 1975, è un racconto fantasy e d'avventura scritto da John Ronald Reuel Tolkien. La storia descrive una serie di incontri tra il fattore Giles e un astuto drago di nome Chrysophylax. Il racconto è ambientato molto tempo fa in una Britannia fantastica, piena di creature mitiche e cavalieri medievali. Il titolo originale è Farmer Giles of Ham letteralmente "Giles il contadino di Ham".

## Dedica
Il libro è dedicato al colonnello C. H. Wilkinson il quale secondo Tolkien fu il sostenitore del romanzo.
Infatti prima della prefazione è stata disegnata la spada Mordicoda; poiché la ditta Wilkinson Sword produce dal 1772 spade per la casa reale.

## La trama
Un gigante del Nord andò a fare una camminata, ma a sera si perse, finendo nel Regno di Mezzo e più precisamente nei terreni del Fattore Giles ad Ham. Avvertito dai lamenti del suo cane, Giles prese il suo trombone (un fucile) e riuscì a scacciare il gigante che lo stava per aggredire. Gli abitanti del suo villaggio esultarono: il Fattore Giles era diventato un eroe. La sua reputazione si diffuse in lungo e in largo per tutto il Regno di Mezzo, e il Re ricompensò Giles con una spada chiamata Caudimordax (in volgare "Mordicoda"), che non rimane nel fodero se c'è un drago nelle vicinanze.
Il gigante raccontò ai suoi mostruosi amici che nel Regno di Mezzo non esistevano più cavalieri, soltanto insetti fastidiosi (in realtà i colpi del trombone di Giles). Questo racconto stimolò un drago, Chrysophylax Dives, a esplorare l'area per cercare cibo e tesori. Tutti si rivolsero a Giles, L'Eroe della Campagna, affinché se ne occupasse. 
Egli era riluttante perché il drago non stava minacciando la sua terra ma alla fine dovette intervenire: quando il fabbro gli fornì una sorta di armatura egli dovette partire sulla sua cavalla. Stava già tornando a casa quando trovò veramente il drago che, dopo un inseguimento fino al villaggio, dovette arrendersi a Giles e alla sua spada. Per aver salva la vita il drago giurò di ritornare al villaggio entro una settimana con il suo tesoro, col quale avrebbe risarcito gli abitanti dei danni che aveva provocato. Quando il Re lo venne a sapere andò al villaggio coi suoi cavalieri, nella speranza di ottenere anch'egli un guadagno dal tesoro del drago. I giorni passarono ma questo non si faceva vivo: Chrysophylax non aveva rispettato il suo giuramento.
Fu così che il Re indisse una caccia al drago bugiardo, mandando i suoi cavalieri e Giles a cercarlo per portarlo al suo cospetto (insieme al tesoro che il Re voleva prendersi). Lungo la strada i cavalieri, che snobbavano Giles in quanto plebeo, non si accorsero nemmeno delle orme del drago, concentrati com'erano in una discussione sull'etichetta di corte, e scapparono tutti a gambe levate non appena se lo trovarono davanti, fuori da una caverna. Giles, rimasto nuovamente solo col drago, lo convinse a suon di spada a caricarsi sulle ali il tesoro e seguirlo. Tuttavia Giles decise di non andare a palazzo perché aveva intuito le brame del Re sul tesoro, quindi decise di condurre il drago prigioniero a casa sua.
Il Re ovviamente andò su tutte le furie e andò da Giles con i cavalieri, con l'intento di prendere il tesoro anche con la forza. Giles rispose scatenando il drago, ormai suo servo, contro il Re e i cavalieri e autoproclamandosi Conte. Solo dopo molti anni, quando Giles si autoproclamò prima principe e poi Re, il drago Chrysophylax Dives fu lasciato libero di tornare alla sua caverna. Ma, una volta arrivato con  fatica per via delle ali tenute in disuso per anni, scoprì che un drago più giovane gli aveva rubato la casa. Furioso, il drago riconquistò la sua dimora battendosi con le unghie e con i denti.
Infine, dopo aver scacciato il rivale e avendo quindi riconquistato il suo orgoglio, andò a dirne quattro al gigante che lo aveva spinto al viaggio, causando tutti i suoi guai.

## Storia editoriale in Italia
Attualmente esistono tre traduzioni di questo racconto: la prima ad essere pubblicata, per Einaudi, è quella di Camillo Pennati nel 1975, mentre nel 1998 Rusconi pubblica una nuova edizione, tradotta da Isabella Murro, che sarà poi rilevata nel 2000 dalla Bompiani.
Nel 2005 è stata pubblicata (sempre da Bompiani) una nuova edizione, in cui a una traduzione completamente rivista si aggiungono un notevole apparato di note, la prima versione del racconto scritta da Tolkien, e l'abbozzo di un seguito che l'autore non portò mai a termine.
Tutte le edizioni sono magistralmente illustrate da Pauline Baynes, in uno stile che rievoca l'arazzo di Bayeux. Sulle sue illustrazioni Tolkien ebbe a dire: «Sono molto più che illustrazioni, sono un'esposizione parallela del tema. Le ho mostrate ai miei amici, e il loro educato commento è stato che riducono il mio testo a una didascalia dei disegni».